# スルタン・ガジベコフ
スルタン・ガジベコフ（アゼルバイジャン語: Soltan İsmayıl oğlu Hacıbəyov、 ロシア語: Султан Исмаил оглы Гаджибеков、ロシア語転記: Sultan Ismail ogly Gadzhibekov, 1919年5月8日 - 1974年9月19日）は、ソビエト連邦・アゼルバイジャンの作曲家。地元のアゼルバイジャンの読みでは「ソルタン・ハジュベヨフ」になる。

## 生涯
スルタンは1919年、アゼルバイジャンの古典音楽の父・ウゼイル・ハジベヨフの従弟として生まれた。その後、20代で音楽家としてデビューし、1964年に45歳でアゼルバイジャン国立音楽院 （現在のバクー音楽アカデミー ）の院長を務めるようになった。1974年、バクーで死去した。

## 楽曲
- 交響曲第2番